# アメン大司祭国家
アメン大司祭国家（紀元前1080年頃 - 紀元前945年頃）は、古代エジプトの新王国末期頃に成立したテーベ（現在のルクソール）のアメン大司祭を中心とした国家。日本語表記は一定せず「アメンの神権国家」などとも呼ばれる。
アメン大司祭国家はアメン神殿のあるテーベを中心に上エジプトを統治した。歴代のアメン大司祭はカルトゥーシュを用いるなど王として振舞ったが、下エジプトのタニスに中心をおく第21王朝の権威も承認していた。当初は対立したが、両者は姻戚関係を結び概ね平穏な関係を維持した。やがて第21王朝が倒れ古代リビュア傭兵の子孫シェションク1世によって第22王朝が勃興すると、アメン大司祭国家は第22王朝のコントロール下に置かれることになった。しかし、その政治制度や神殿の勢力はなお維持され、第22王朝の下でもアメン大司祭職は極めて重要な役職であり続けた。

## 歴史

### 成立
テーベのアメン神殿で祭られるアメン神はエジプトの国家神であり、新王国時代の歴代ファラオは莫大な寄進を繰り返した。この結果アメン神官団の勢力は飛躍的に増大し、新王国時代半ばに入るとこれに危惧を覚えた王側によってアメン神殿の勢力を抑える方策が採られた。しかし新王国最後の第20王朝の時代には再びアメン神殿に対する王の寄進が活発となり、アメン神殿はエジプト国内に広大な神殿領を保持するようになっていた。
アメン神殿勢力が事実上の独立勢力と言うべき状態になったのは第20王朝の末期である。第20王朝最後のラムセス11世の時代、ヌビア総督パネヘシはテーベ周辺の上エジプト南部まで管理権を拡大していた。なぜヌビア総督がテーベ周辺地域までも管轄できたのかわかっていないが、やがてパネヘシは謀反の罪によってその地位を追われた。その後新しくアメン大司祭にクシュ（上ヌビア）副総督と宰相職を持っていたヘリホルが就任した。ヘリホルの妻ノジメト（英: Nodjmet, 露: Неджемет）はラムセス11世の姉妹であったとも言われ、ヘリホルは姻戚関係を軸に権勢を拡大していたものと思われる。
アメン大司祭職を手に入れたヘリホルはアメン神官団の財力を背景に第20王朝を無視して独自の年号「ウヘム・メスウト」を採用し、神託によってテーベの統治権を与えられたと主張して上エジプトを領土とする事実上の国家を形成した。そして独自に王号を称し、即位名（上下エジプト王名）をヘムネチェルテピエンアメン（アメン第1の預言者）としたのである。
ヘリホルはラムセス11世より早く死に、その後はヘリホルの娘婿と推定されているピアンキがアメン大司祭職を継いだ。ピアンキに関する記録はほとんど無いが、彼はラムセス11世とほぼ同じ頃に死んだと推定されている。

### アメン大司祭国家と第21王朝

紀元前10世紀代の古代オリエント

ピアンキが死亡し、その息子パネジェム1世がアメン大司祭となったのとほぼ同じ頃、下エジプトではスメンデス1世がタニスを中心に新しく第21王朝を建てた。パネジェム1世は自らの名前をカルトゥーシュの中に刻んでおり、王として振舞ったことがわかっているが、対外的には第21王朝の王権を認め、スメンデス1世の治世年を年号として用いていた。そしてラムセス11世の娘の一人ドゥアトハトホル＝ヘヌトタウイを妻として迎え、王女マートカラーをもうけた。既に初代のヘリホルはラムセス11世の姉妹を、第21王朝のスメンデス1世はラムセス11世の娘の一人を娶っており、第20王朝のラムセス11世を介して姻戚関係が形成されたのである。
そしてスメンデス1世が死去すると、政治闘争の末にヘリホルとノメジトの息子であったアメンエムニスウを第21王朝の王位に付けることに成功した。これが激しい政治闘争を伴っていたことは、彼の即位に伴って多数の人々がエジプトから追放されているという点から確認されており、反対派の官吏はその地位を失っている。アメンエムニスウは間もなく死去したが、既に政治的な主導権を握っていたピアンキは自分の息子であるプスセンネス1世を第21王朝の王位に付けることができた。ピアンキの別の息子であるマサハルタとメンケペルラーはアメン大司祭職を継承した。このうちメンケペルラーはプスセンネス1世の娘イシスエムケブ（Istemkheb）と結婚し、アメン大司祭国家と第21王朝の間には極めて濃密な血縁関係が構築された。これによって両者の間には比較的安定した協力関係が持たれることとなった。

### 第22王朝による支配
タニスの第21王朝とアメン大司祭国家の協力関係の下で両者が並存するという体制は、第21王朝が倒れると変化を余儀なくされた。第21王朝最後のプスセンネス2世の後に第22王朝を建てたシェションク1世は、元々エジプトに土地を与えられた古代リビュア傭兵の子孫であり、その軍事力を背景にアメン大司祭国家に対しても統制を強めて人事権を握った。
シェションク1世はアメン大司祭職に自分の息子イウプトを充て、以降アメン大司祭国家は第22王朝の制御下に置かれることになった。しかし自律的な組織を持つアメン神殿やアメン神官団の勢力はその後も健在で、第22王朝下においてもアメン大司祭職は強い権限を保持する地位であり続け、その権力はしばしば国内を二分する争いを引き起こしもしたのである。

## 歴代王
アメン大司祭が強い権力を握るようになったのは、新王国時代末期よりはもっと早い時代からである。しかし、通例「国家」の創始者とされるのは、独自の年号を用い王号を称したヘリホル以降である。以下の一覧はヘリホルから、第22王朝の王子イウプトより前までの歴代アメン大司祭の一覧である。この時期のアメン大司祭はカルトゥーシュを用い、即位名や誕生名（ラーの子名）を用いて王号を称した。王名は原則として「即位名・誕生名」の順に記すが、即位名が知られていない人物もいる。またイコールで結ばれた名前は全て即位名である。在位年は参考文献『ファラオ歴代誌』の記述に寄るが、年代決定法その他の問題から異説があることに注意されたい。
- ヘムネチェルテピエンアメン・ヘリホル（英語版）（前1080年 - 前1074年）
- ピアンキ（英語版）（前1074年 - 前1070年）
- カーケペルラー＝セテプエンアメン・パネジェム1世（前1070年 - 前1032年）
- マサハルタ（英語版）（前1054年 - 前1046年）
- ジェドコンスエフアンクウ（英語版）（前1046年 - 前1045年）
- ヘムネチェルテピエンアメン・メンケペルラー（前1045 - 前992年）
- スメンデス2世[5]（前992年 - 前990年）
- カーケペルラー＝セテプエンアメン・パネジェム2世（前990年 - 前969年）
- プスセンネス3世[6]（パセバカエムニウト3世 前969年 - 前945年）